# Dream Street (песня)
«Dream Street» — последний сингл американской певицы Джанет Джексон, выпущенный с альбома Dream Street, после предыдущих трёх — «Don’t Stand Another Chance», «Two to the Power of Love» и «Fast Girls». Сингл планировали выпустить в 1984 году, но из-за низких продаж предыдущего сингла продюсеры отменили выпуск. Благодаря телешоу Fame появился клип на песню «Dream Street».

## Музыкальный видеоклип
«Dream Street» — первый видеоклип в карьере Джанет Джексон, который рассказывает о восхождении девушек к славе в 1950-х. Видеоклип начинается со сцены, где Джанет едет в Голливуд на автобусе, затем она находит жильё. Следующая сцена показывает борющуюся с трудностями, работающую в ресторане и приспосабливающуюся к тяжелым временам девушку, но она встречает человека, который неравнодушен к ней и направляет её на кастинг. Она, вживаясь в образ, пробует себя в танцевальных пробах у Дебби Аллен, и сюжет переносится в 1984 год, где Джанет, одетая в красный облегающий костюм, делает великолепные танцевальные движения.